# Debito d'onore
Debito d'onore è il nono romanzo della serie di spionaggio-tecnopolitica di Tom Clancy, in cui si narra la vita di Jack Ryan.

## Trama
Jack Ryan viene richiamato in servizio come consigliere del Presidente mentre la situazione internazionale si fa tesa. L'establishment economico giapponese, che gestisce di fatto anche il potere politico nazionale, pianifica un attacco simultaneo all'economia ed al territorio degli Stati Uniti, con la complicità dell'India che vuole occupare militarmente lo Sri Lanka. L'attacco viene lanciato su più fronti: su quello economico un virus informatico distrugge i dati delle transazioni di più giorni alla Borsa di New York, gettando nel panico gli investitori ed i risparmiatori; su quello militare un attacco a tradimento effettuato durante una esercitazione congiunta nippo-americana mette fuori uso due portaerei della Settima Flotta, con le altre due impegnate nell'Oceano Indiano. Ciò permette ai giapponesi di occupare le isole Marianne e di minacciare i vertici degli Stati Uniti di utilizzare i loro nuovi e finora segreti missili ICBM in caso di attacco al suolo giapponese o di blocco navale. Una formidabile barriera di aerei radar viene inoltre posta a difesa dei cieli giapponesi, dove gli americani perdono numerosi velivoli.
A questo punto Jack Ryan, nella veste di consigliere della Sicurezza Nazionale, concorda un piano per ristabilire la situazione in Borsa e spinge il Presidente all'azione militare. Agenti americani vengono infiltrati in Giappone, dove mettono fuori gioco due degli aerei radar giapponesi Boeing 767 AEW, mentre altri vengono abbattuti in un successivo attacco condotto da un piccolo gruppo di Lockeed F-22. Elicotteri stealth Comanche raggiungono, grazie all'aiuto dei Russi, il suolo giapponese ed eliminano con attacchi chirurgici i leader industriali coinvolti nel piano nonché gli ultimi AEW superstiti. Un gruppo di bombardieri B-2 distrugge una diga causando l'allagamento totale della valle che ospita i silos di lancio degli ICBM, neutralizzandone la minaccia. Infine, la Task Force 77, con la sola portaerei Stennis riparata alla meglio ed attrezzata con tutti i caccia disponibili attacca le Marianne coadiuvata da un lancio di missili Tomahawk, mettendo fuori gioco le forze di difesa aerea nipponiche e aprendo la strada all'invasione. Al comandante militare delle isole non rimane che capitolare e ciò causa la caduta del governo giapponese. La tensione si allenta e Jack Ryan viene nominato Vicepresidente. Ma c'è ancora una sorpresa...

## Edizioni
- Tom Clancy, Debito d'onore, collana BUR, Rizzoli, 1996,  p. 998.